# Jardins du Mirail
Les jardins du Mirail sont aménagés autour du château du même nom à Crannes-en-Champagne, dans le département de la Sarthe et la région Pays de la Loire. Cette propriété privée est l'un des sept espaces verts du département classés Jardin remarquable.

## Localisation
Les jardins se trouvent au nord du village de Crannes-en-Champagne, dans le département de la Sarthe.

## Présentation
Le château du Mirail est édifié en 1520, à flanc de coteau, à proximité du bourg de Crannes. Vendu comme bien national à la Révolution, il est abandonné pendant près de 40 ans au milieu du XXe siècle. En 1987, l'artiste-peintre Thibaut de Reimpré en fait l'acquisition. Avec son épouse Isabelle, il y aménage plusieurs jardins. Une première terrasse est créée à proximité du logis.
Les jardins du Mirail sont classés au titre de Jardin remarquable.